# Чези, Бартоломео

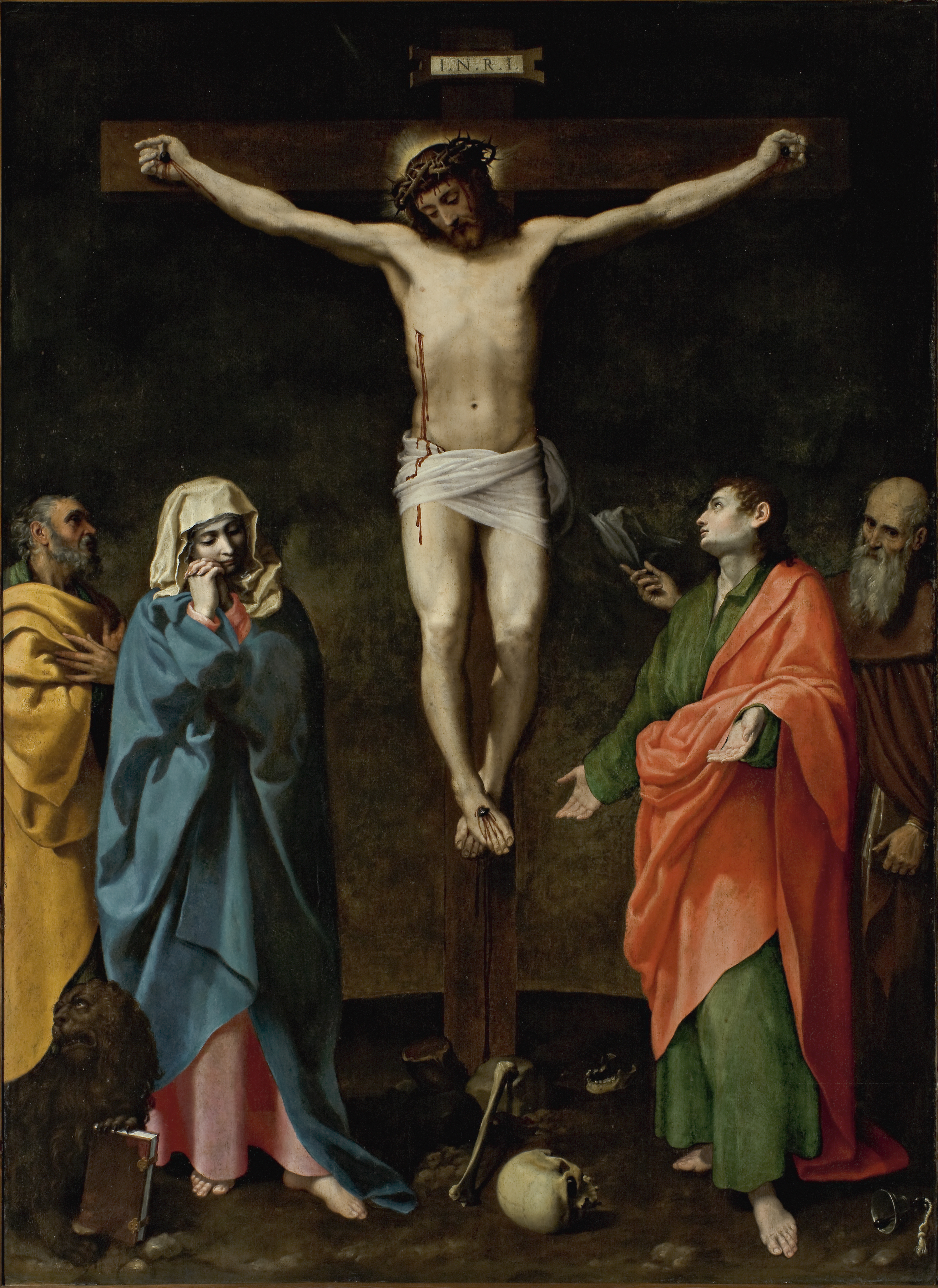
Распятие со святыми

Бартоломео Чези (итал. Bartolomeo Cesi; 16 августа 1556, Болонья — 11 июля 1629, там же) — итальянский художник болонской школы живописи, маньерист.

## Биография
Родился в богатой семье Болоньи . Сначала получил гуманистическое образование, работал учителем и занимался рисованием фигурных букв для книг и их иллюминированием, из-за что пристрастился к живописи и решился посвятить себя ей всецело.
Учился ей у Фр. Брицци (Нозаделлы), П. Тибальди и Л. Бальди, но, главным образом, работая с натуры и изображая болонских красавиц.
В некоторых проектах сотрудничал с Лодовико Карраччи и Просперо Фонтана. Будучи в Риме, работал с Сципионом Пульцоне.
После возвращения в 1591 году одним из его проектов стала серия фресок на тему Страстей Христовых для Картезианского монастыря или Сан-Джироламо в Болонье. В 1595 году Чези завершил триптих, включающий «Поклонение волхвов , Богородицы и святых» для базилики Сан-Доменико в Болонье.
Вместе со своим современником Лодовико Карраччи Чези успешно провёл кампанию по созданию гильдии художников в Болонье в 1599 году. Последние годы Чези были менее продуктивными, но в 1620 году он стал мастером рисования Академии дельи Арденти .
Был наделен большим вкусом и живою фантазией и отличался внимательностью к технике красок и письма, благодаря чему его произведения хорошо сохранились. Большинство их находится в Болонье: в палаццо Фава им написаны похождения Энея, а в Школе св. Роха — эпизоды жития Богородицы, пророки и сивиллы (гравир. Канути); работы живописца находятся также в болонских церквях Святого-Джакомо и Святого-Доменико и в тамошней Чертозе. Кроме картин религиозного и мифологического содержания, он очень искусно писал портреты.

## Цикл страстей» Чези в Чертоза-ди-Сан-Джироламо в Болонье
|                      |          |            |
| Молитва в Гефсимании | Распятие | Погребение |